# Vịt Bắc Kinh

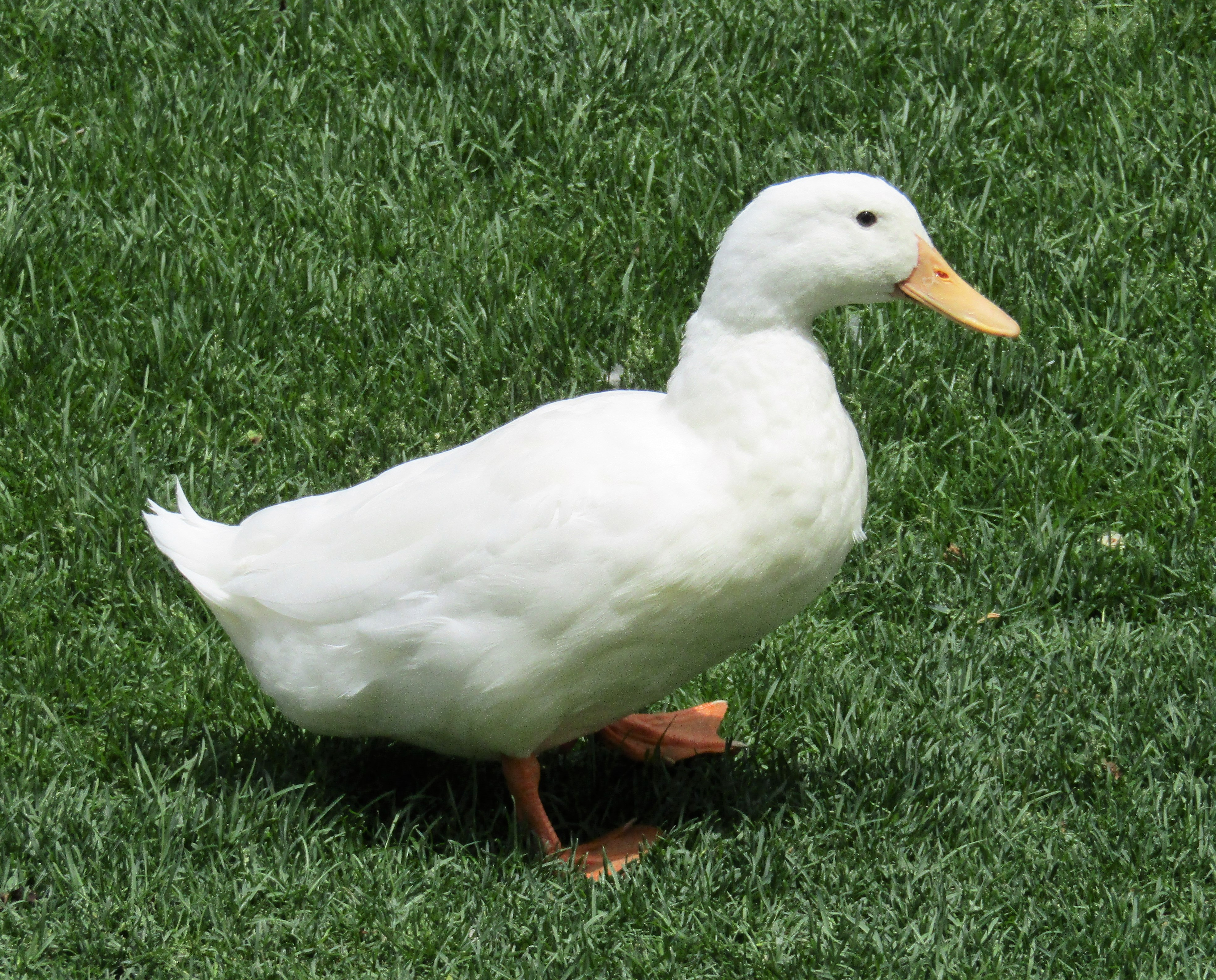
Một con vịt Bắc Kinh

Vịt Bắc Kinh (Anas platyrhynchos domesticus) là một giống vịt nhà sử dụng chủ yếu để lấy thịt vịt và trứng vịt. Đây là giống vịt cho thịt nổi tiếng và được nuôi ở nhiều trên thế giới và là nguyên liệu để làm món vịt quay Bắc Kinh.

## Ẩm thực

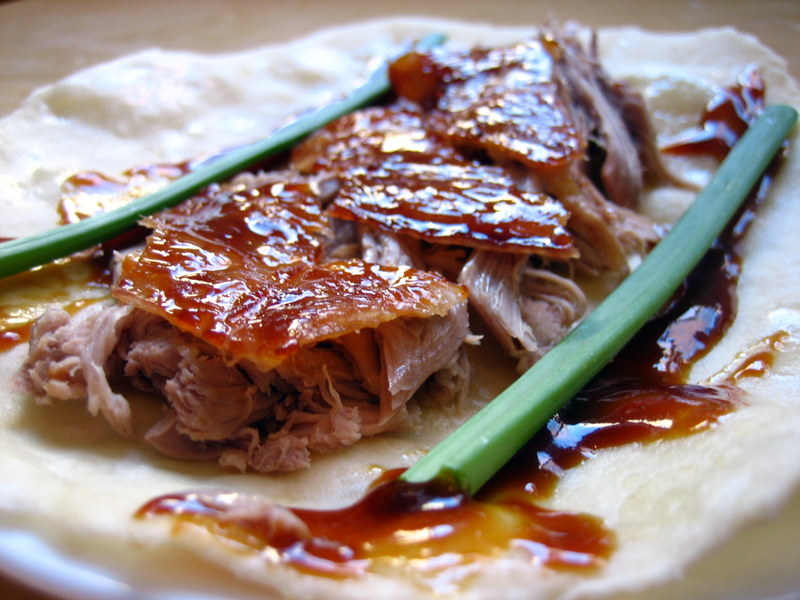
Vịt quay Bắc Kinh